# Караджамирли
Караджамирли (азерб. Qaracəmirli) — село в Шамкирском районе Азербайджана. Это одно из самых крупных сёл района.

## География
Расположено на Гянджа-Газахской равнине в 10 км от реки Кура и в 20 км к северо-востоку от районного центра — Шамкира.

## Население
По сведениям начала XX века село Караджамирлы Елизаветпольского уезда одноимённой губернии населяли азербайджанцы (в источнике «татары»).
На 1977 год в Караджамирли проживало 4331 человек. 
Жители села в основном занимаются животноводством и разведением зерновых. В советское время также было развито хлопководство.

## Инфраструктура
В селе находятся две средние школы (№ 1 имени Асадова и № 2 имени Байрамова), имеются почтовое отделение, полицейский участок, больница.

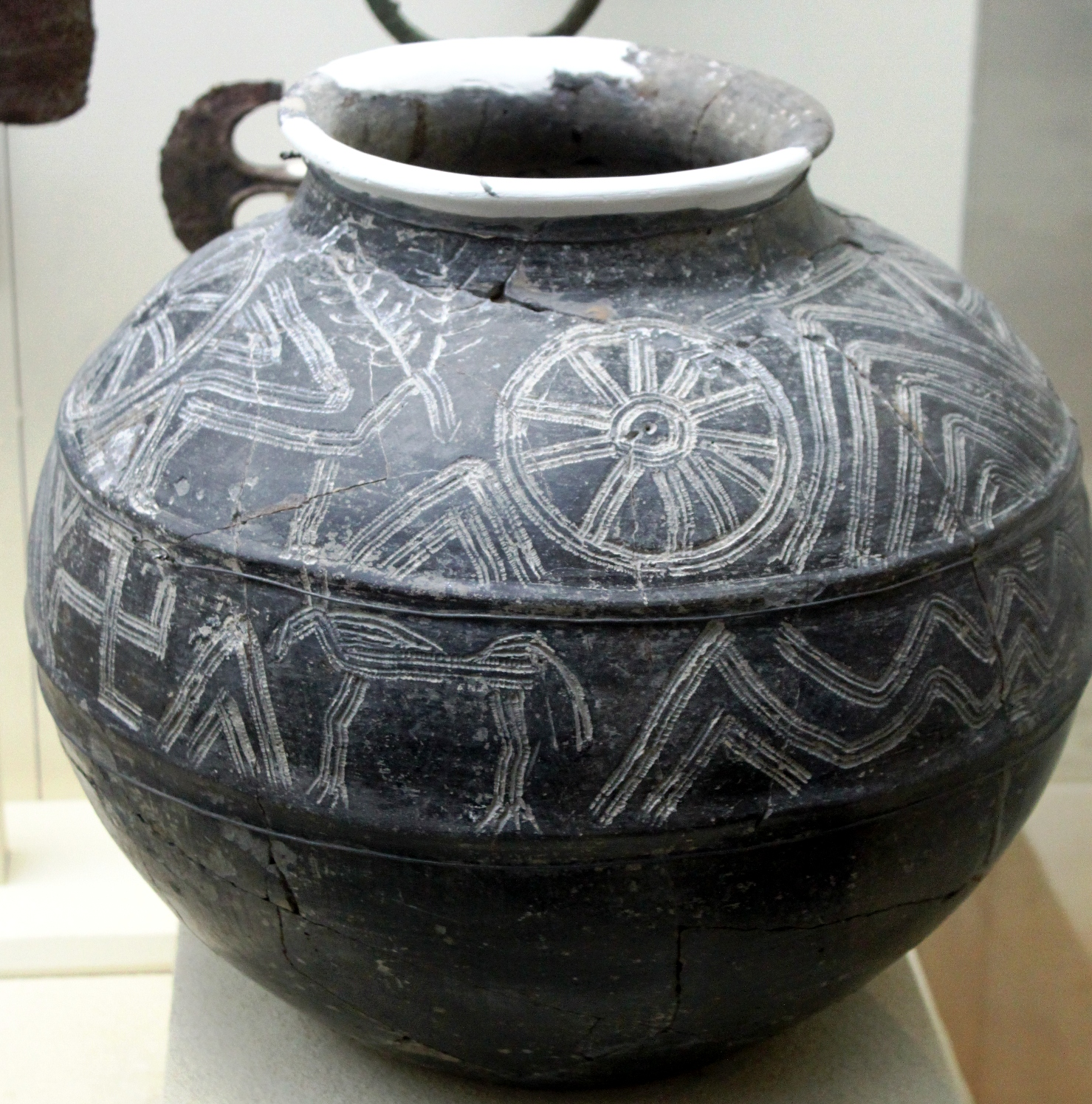
Глиняная посуда XVI—XV вв. до н. э., найденная при раскопках в селе. Музей истории Азербайджана

## Достопримечательности
В 2008 году в селе были обнаружены развалины дворца, датируемые VI—IV веками до нашей эры. Фундамент здания был построен из речного камня, а стены — из характерного для того времени сырого кирпича.